# Ring-Center Berlin
Das Ring-Center ist ein Einkaufszentrum nahe am Bahnhof Frankfurter Allee mit zwei Gebäudekomplexen beiderseits der Berliner Ringbahn, die dort die Bezirke Friedrichshain-Kreuzberg (Ortsteil Friedrichshain) und Lichtenberg (Ortsteil Lichtenberg) trennt. Es besteht aus drei Gebäudeteilen (Ring-Center I, II und III) und ist mit 45.200 m² Verkaufsfläche eines der größeren Berlins. Im Ring-Center I–III befinden sich aktuell 77 Geschäfte bzw. Dienstleister. Ankermieter sind Kaufland, Medimax, SuperFit, Edeka, Aldi Nord, Rossmann und dm (Stand: 2024).

## Geschichte

Ringbahnhalle, 1991

Auf dem Gelände zwischen Frankfurter Allee, Pettenkoferstraße und Rigaer Straße entstand 1915 unter der Adresse Frankfurter Allee 272 ein Gebäude, das zunächst als Kino vorgesehen war, dann aber jahrzehntelang eine Markthalle beherbergte, die entsprechend ihrer Lage an der Ringbahn den Namen Ringbahnhalle trug. Anfang der 1970er Jahre ließ der Ost-Berliner Magistrat sie zu einem Einkaufszentrum für Waren des täglichen Bedarfs mit einem ganzjährigen Obst- und Gemüsemarkt umbauen. Im Jahr 1981 musste die Halle mehrere Monate geschlossen und instand gesetzt werden, entsprach aber trotzdem nicht mehr den Bedingungen einer damals modernen Handelseinrichtung, so war sie nicht einmal beheizbar. Der Berliner Chefarchitekt Roland Korn schrieb 1991 einen Wettbewerb aus, wonach in den 1990er Jahren eine neue 2500 m² große Halle entstehen sollte.
Die Idee kam jedoch nicht mehr zur Ausführung, weil nach dem Mauerfall ganz andere wirtschaftliche und politische Bedingungen entstanden waren. So wollte ab 1991 ein Konsortium, bestehend aus der Philipp Holzmann AG, dem US-amerikanischen Architekturbüro Skidmore, Owings and Merrill (SOM) und dem ECE Projektmanagement (kurz ECE), ein Büro- und Geschäftszentrum beiderseits der Ringbahn errichten. Auf der Ostseite sollte an der Ecke zur Möllendorffstraße ein Bürohochhaus von 130 m Höhe mit 32 Geschossen entstehen, daneben ein achtgeschossiges Warenhaus. Eine unterirdische Passage unter der Ringbahntrasse mit Zugängen zu S- und U-Bahn war als Verbindung zu einem sechsgeschossigen Gebäude mit Büros und Einkaufspassagen auf der Westseite vorgesehen. Für das von Adrian D. Smith (Skidmore, Owings & Merrill LLP) in Zusammenarbeit mit HPP International projektierte Bürohochhaus fanden sich keine Nutzer, und Anwohner protestierten gegen die hier unpassende Höhe, sodass das Projekt verworfen wurde.

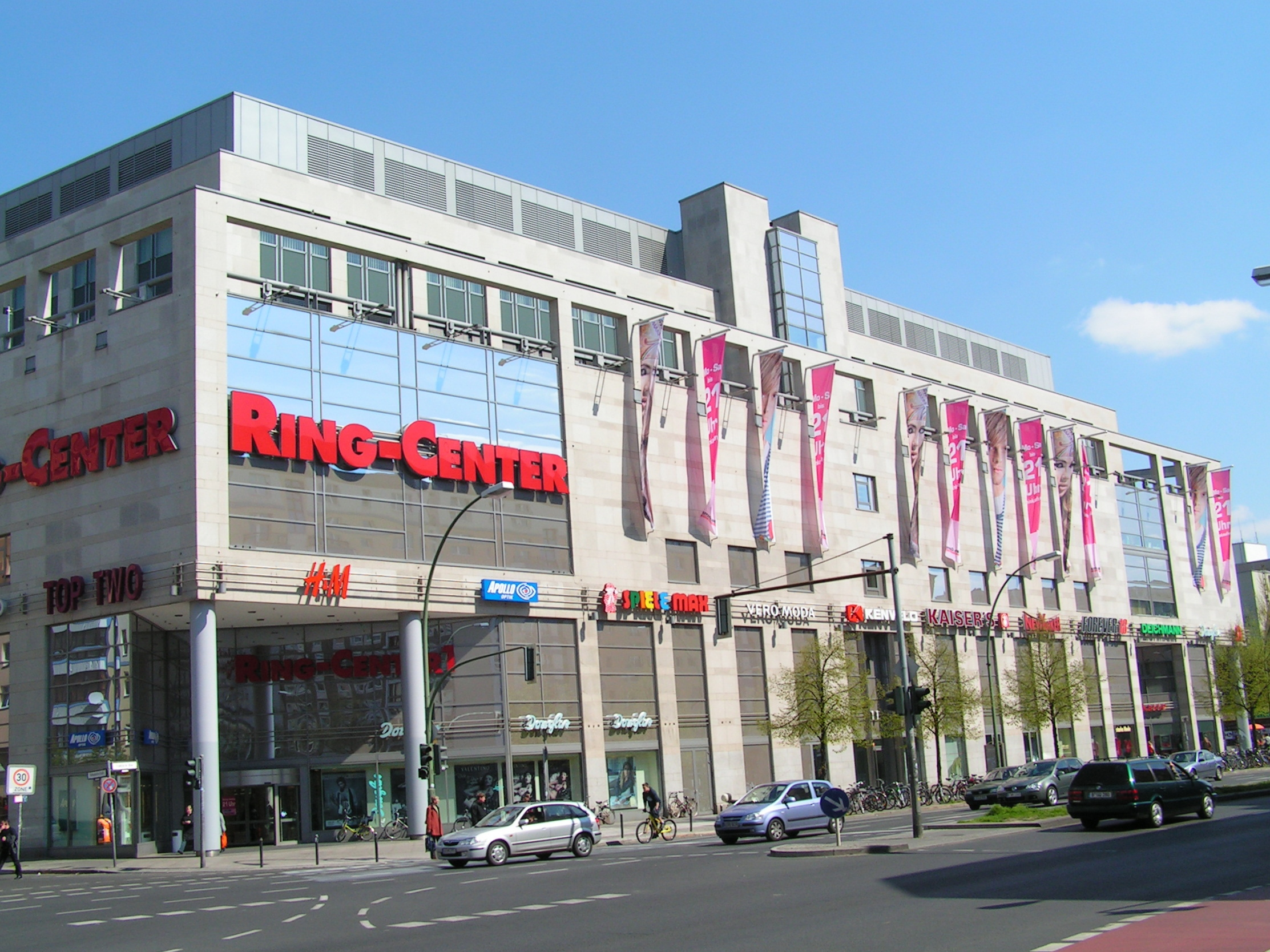
Ring-Center I
Die alte Ringbahnhalle westlich der Ringbahn wurde 1993 abgerissen. Das neue Gebäude an dieser Stelle, das Ring-Center, wurde im Oktober 1995 eröffnet. Architekten waren Hentrich-Petschnigg & Partner International (HPP) aus Berlin sowie Jost Hernig und Manfred Stanek aus Hamburg. Nachträglich bezeichnete der Bauherr den mehrgeschossigen Bau als Ring Center I.
Der Investmentmanager Angelo Gordon und das Unternehmen Kintyre Investments erwarben 2019 das Ring-Center I. Ihr Ziel war, das Einkaufszentrum „neu zu positionieren“ und ein „integriertes Laden- und Bürozentrum mit einer Freizeit- und Einzelhandelsdestination“ zu schaffen. Hierzu begannen im August 2023 umfangreiche Umbauarbeiten. Zukünftig sollen nur noch die unteren drei Ebenen (Untergeschoss, Erdgeschoss, 1. Obergeschoss) für Einzelhandel und Nahversorgung genutzt werden. Das 2. und 3. Obergeschoss bietet Platz für Gesundheit, Arztpraxen und Freizeitangebote. Im 4. und 5. Obergeschoss werden die vorhandenen Büroflächen modernisiert und erweitert. Der Umbau findet bei laufendem Betrieb statt und soll bis 2026 dauern.
Ring-Center II

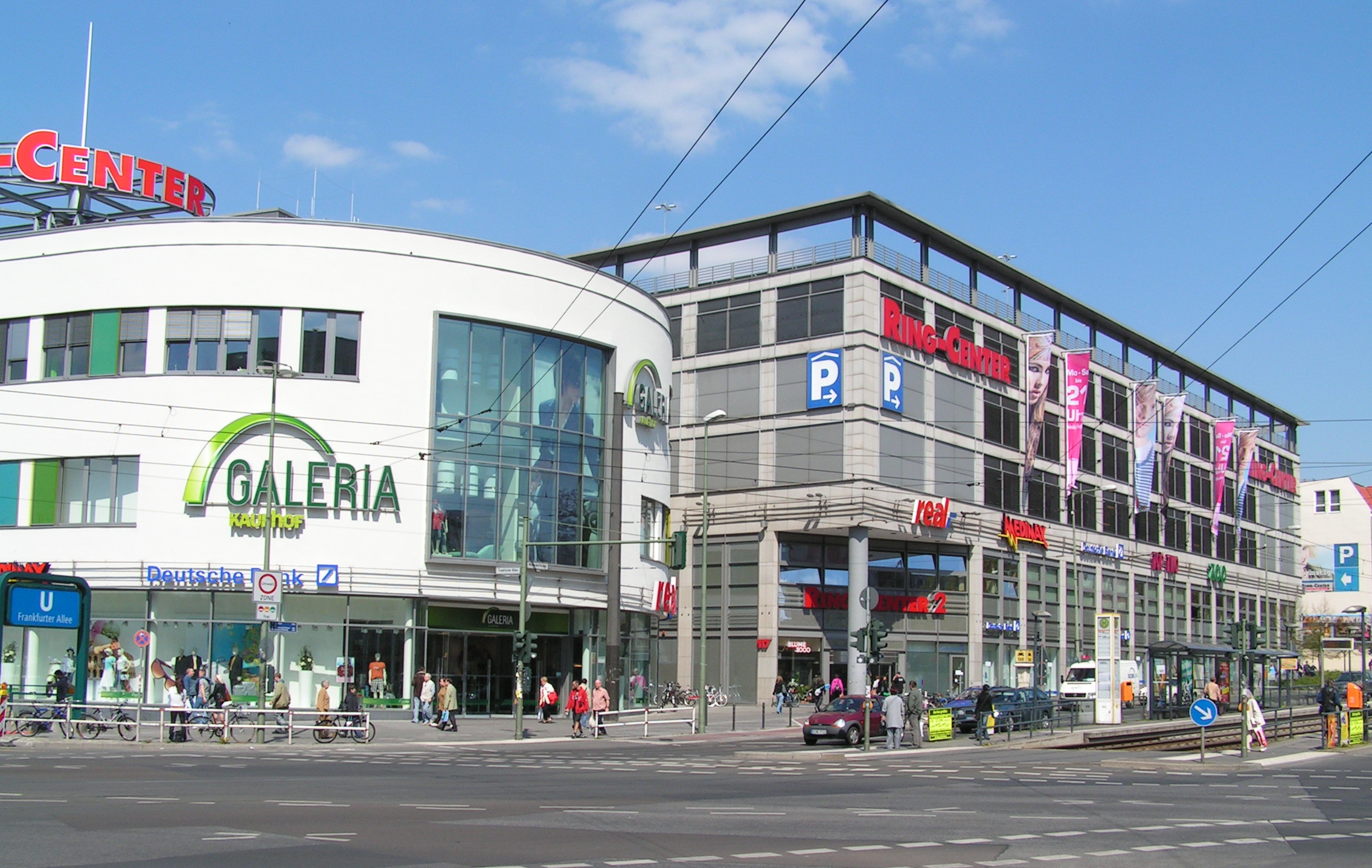
Ring-Center II (rechts) und III (links)

Im Oktober 1997 folgte östlich auf der Lichtenberger Seite der Ringbahn der Neubau eines weiteren Geschäftshauses, das die gleichen Architekten projektiert hatten. Es erhielt den Namen Ring-Center II. Auf dem Ring-Center II wurde im Mai 2019 das weltweit erste Hotel auf einem Parkdeck mit 152 Zimmern eröffnet.
Betreiber der Ring-Center II und III ist ECE. Im Ringcenter II wechselten inzwischen häufig die Mieter.
Ring-Center III
Im November 2005 war Baubeginn für das Ring-Center III. Das Gebäude hatte der Betreiber, der ECE, in Eigenregie projektiert, Architekt war Klaus M. Hoffmann. Einziger Mieter des am 28. März 2007 eröffneten Gebäudes war lange Zeit die Galeria Kaufhof, die im Gegenzug ihre Filiale am Anton-Saefkow-Platz im Ortsteil Fennpfuhl schloss und die Immobilie verkaufte. Die Verkaufsfläche des viergeschossigen Ring-Centers III umfasst rund 8700 m². Im April 2023 wurde das Ring-Center III von der Credit Suisse Asset Management für rund 40 Millionen Euro an die Becken Development GmbH veräußert. Infolge der Insolvenz von Galeria Kaufhof wurde die Filiale am 21. August 2024 geschlossen. Becken plant den Abriss des Ring-Centers III und den Neubau eines Hochhauses unter dem Arbeitstitel Ring-Tower auf dem Grundstück.
Bis zur Neuentwicklung beziehen aGYM (im Untergeschoss, vom FitX-Gründer Jacob Fatih), REWE (im Erdgeschoss) und Woolworth (im ersten Obergeschoss) das Ring Center III voraussichtlich Anfang bis Mitte 2026. Die vier Etagen mit 13.500 m² Gesamtfläche werden hierzu baulich voneinander getrennt. Für das zweite Obergeschoss laufen weiterhin Mietverhandlungen.

## Infrastruktur
Durch seine Lage an der Ringbahn mit den S-Bahn-Linien S41, S42, S8 und S85 sowie der Linie U5 der Berliner U-Bahn ist das Center gut an den öffentlichen Nahverkehr angebunden. Auch die Straßenbahnlinien M13 und 16 halten direkt am Bahnhof Frankfurter Allee. Über den Individualverkehr kann das Einkaufszentrum über die Frankfurter Allee oder die Möllendorffstraße erreicht werden; an der Möllendorffstraße befindet sich die Zufahrtstraße Am Containerbahnhof zum integrierten Parkhaus mit über 700 Parkplätzen.